# Toit'ëgan
Il Toit'ëgan (in russo Тоитъёган?) è un fiume della Russia siberiana occidentale, affluente di destra del Kunovat (bacino idrografico dell'Ob'). Scorre nel Šuryškarskij rajon del Circondario autonomo Jamalo-Nenec.

## Percorso
Il fiume ha origine nella regione settentrionale del bassopiano della Siberia occidentale. Scorre dapprima in direzione occidentale, poi nord-occidentale e sfocia nel Kunovat a 260 km dalla foce. La lunghezza del fiume è di 122 km, il bacino imbrifero è di 1 540 km². Non ci sono insediamenti lungo il suo corso.